# Dévai János (kerékpárversenyző)
Dévai János (Pécs, 1940. január 9. – 2006. szeptember 11.) magyar kerékpárversenyző. Közel 15 éves versenyzői pályafutása alatt 16 magyar felnőtt bajnokságot nyert. Sokszoros válogatott; kétszer a világbajnokságra is kijutott. Az 1960-as nyári olimpiai játékokon az országúti-egyéniben indult, ám feladta.

## Életpályája
Dévai János a gépipari technikum elvégzése óta rádióműszerész lett a vasútnál. Édesapja is kerékpárversenyző volt, meg a keresztapja: Bódis József is. Ők voltak Dévai János első edzői. Hatéves korában kezdett kerékpározni. 1953-ban nyert Pécsett egy tehetségkutató-versenyt. 
1955-ben, 15 éves korában,  az országos kerékpár terepbajnokságon - serdülő versenyző létére - a felnőttek mezőnyében 2. lett. 
1957-ben 17 éves volt, amikor Belgiumban a terep-világbajnokságon képviselte a magyar színeket. 1957-ben a Pécsi VSK színeiben ifjúsági bajnokságot nyert. 1960-ban az országúti kerékpáros világbajnokságon indult Olaszországban. A Mecsek Kupán hét alkalommal szerepelt. 
1964-ben megnyerte a Pécsi Spartacus színeiben a BVSC 100 km-es Simon-emlékversenyét.
Visszavonulása után edző volt, majd a Mecsek Kupa szervező bizottságában tevékenykedett. 1975-től 1987-ig a Baranya Megyei Kerékpáros Szövetség elnöke és a Mecsek Kupa szervező bizottságának a főtitkára volt. 